# Rhinyptia indica
Rhinyptia indica är en skalbaggsart som beskrevs av Hermann Burmeister 1844. Rhinyptia indica ingår i släktet Rhinyptia och familjen Rutelidae. Inga underarter finns listade i Catalogue of Life.